# Château de Villemolin
Le château de Villemolin est situé sur la commune d'Anthien (canton de Corbigny) dans la Nièvre, à 20 kilomètres au sud de Vézelay et à 30 kilomètres au sud-ouest d'Avallon, en bordure du parc naturel régional du Morvan.
L'ensemble du site fait l’objet d’une inscription au titre des monuments historiques depuis le 9 avril 2002. Sa chapelle fait pour sa part l’objet d’une inscription au titre des monuments historiques depuis le 16 juin 1978.

## Historique
D'après  une  tradition orale qui n’est pas confirmée, le nom du château de Villemolin  viendrait d'une villa romaine, la « villa Molini », édifiée sur la colline. Des fragments de poteries romaines  et des traces de ciment de cette époque ont été découverts aux alentours.
Selon l'abbé Baudiau la seigneurie de Villemolin faisait au VIIe siècle partie des domaines de Corbon, seigneur de Corbigny.
Villemolin était au XVe siècle mouvant partie du comté de Château-Chinon, partie de la baronnie de Lormes-Challon, et comprenait la seigneurie du clocher d'Anthien.
Les actes ultérieurs d'actes de foi et hommage aux XVIe et XVIIe siècles pour cette seigneurie de haute justice ne mentionnent plus que la part de Château-Chinon, (à cette époque Anthien ne fait plus partie de la seigneurie de Villemolin).

## Architecture
Il s'agit à l'origine d'une demeure fortifiée du XVe siècle dont la plus grande partie a été reconstruite au XVIIe siècle. L'ensemble a ensuite été très remanié au XIXe siècle à partir de 1830.
Le château, de plan en U est flanqué de trois tours d'angle et est complété par d'importants communs ainsi que par un parc.

### LeXVesiècle

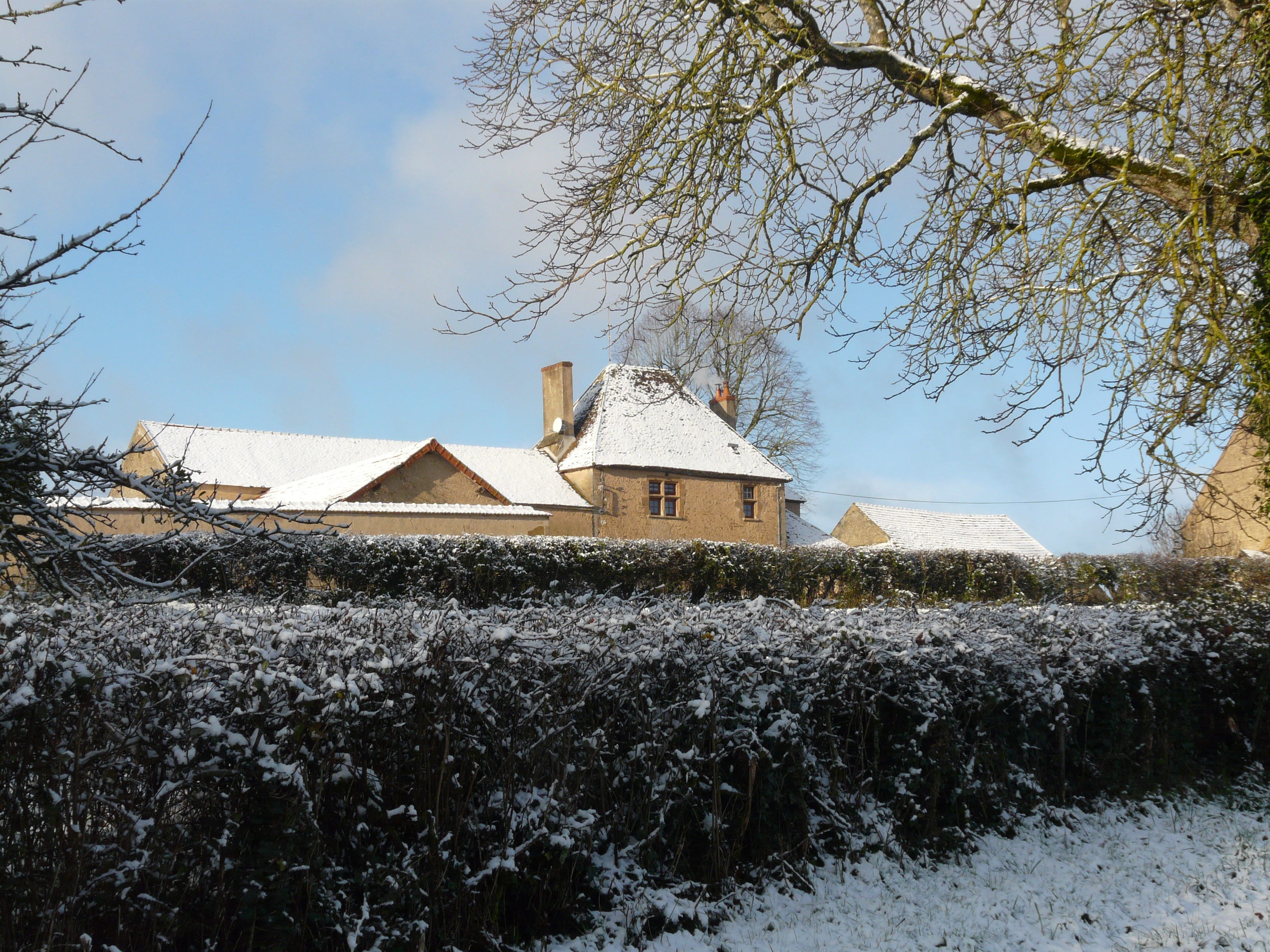
Communs Nord, XVe siècle.

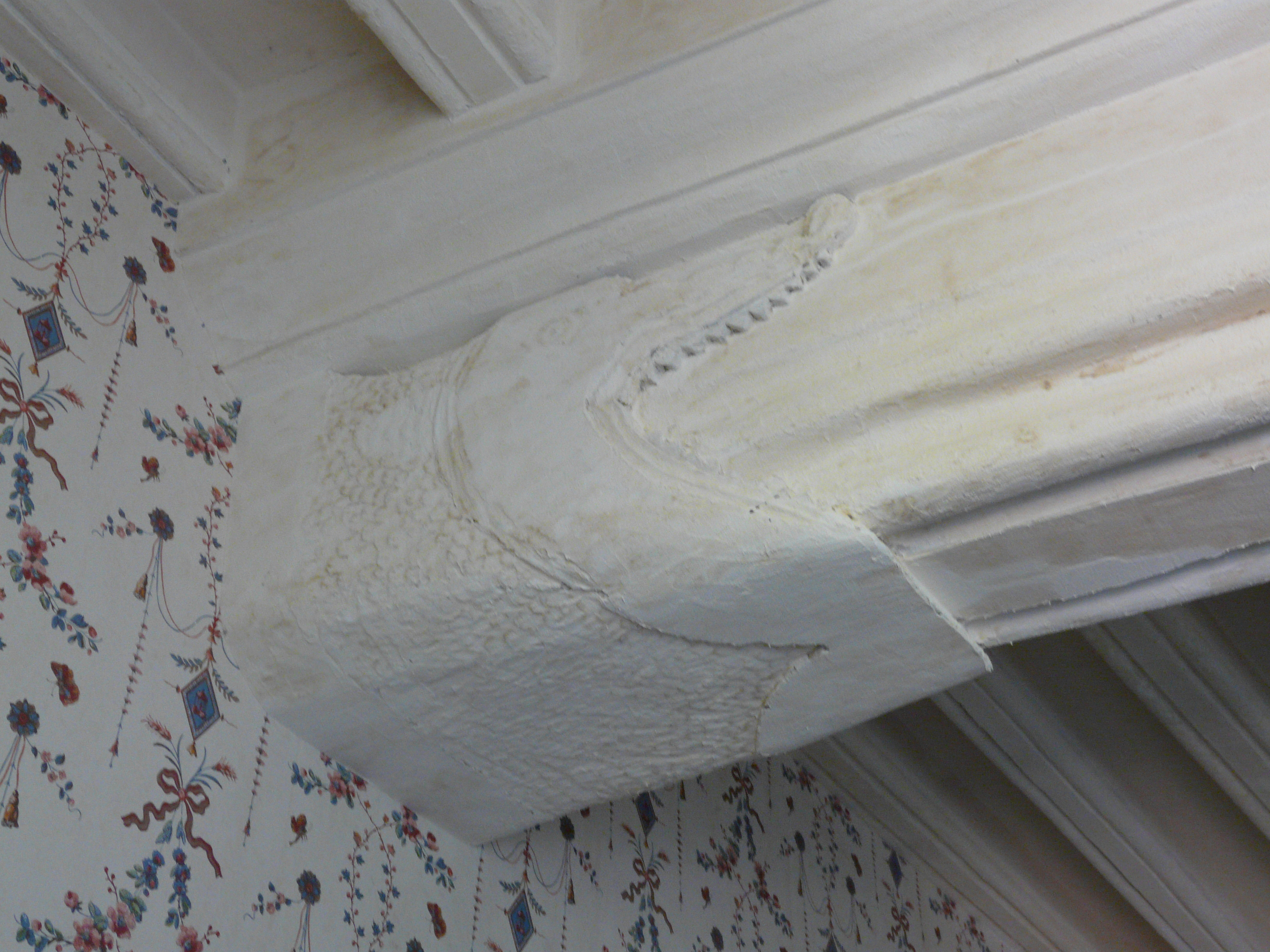
Engoulants de l'aile Est.

Villemolin apparaît initialement, selon des dénombrements de 1443 et 1459, comme un ensemble comprenant une "motte" féodale entourée de fossés et un "hostel fort".

En dehors d'un important bâtiment du XVe siècle intégré dans les communs (actuelle ferme du château), présentant des fenêtres à croisée avec accolades peu apparentes et en leur intérieur des coussièges, le château ne conserve dans son état actuel que peu d'éléments paraissant antérieurs aux remaniements de la fin du XVIe siècle (parmi ceux-ci peuvent être notés un escalier à vis, la cheminée d'une grande cuisine voûtée, une fenêtre en accolade et les épais murs dans une partie de l'aile Ouest, et des poutres à engoulants dans une chambre de l'aile Est).

### Remaniements à la fin duXVIesiècleet au début duXVIIesiècle

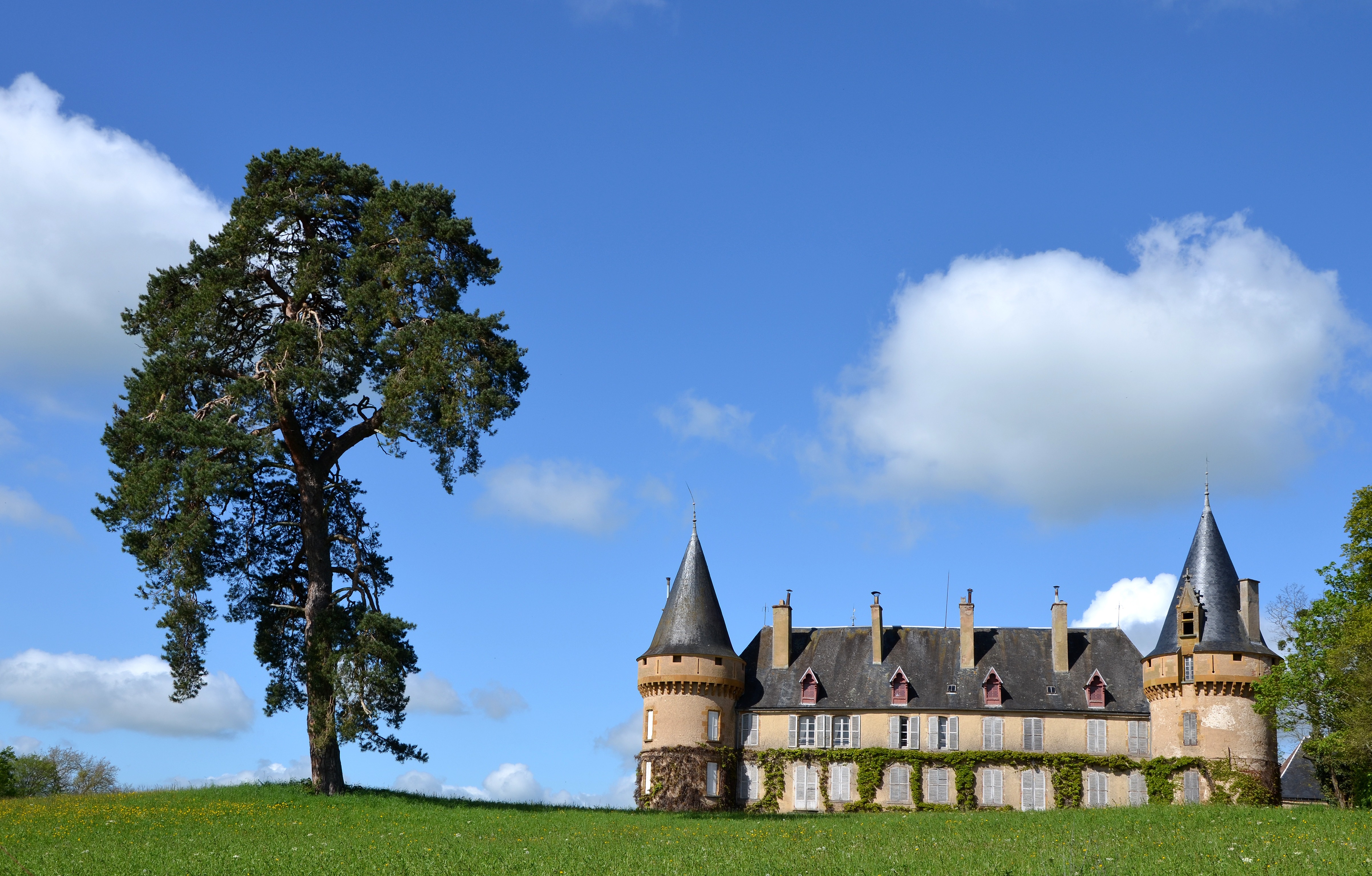
Aile Est.

Le château de Villemolin est l'objet de remaniements progressifs à la fin du XVIe siècle et au début du XVIIe siècle par Aloph de Certaines, écuyer, seigneur de Villemolin, Fricambault etc., chevalier de l'Ordre de Saint-Michel et capitaine-gouverneur de Livry en 1641, qui en fait entre autres restaurer et armer les tours de l'aile Est à la suite des guerres de Religion. Les bons de commande très détaillés des travaux effectués à sa demande sur la tour Nord-Est en 1633 prévoient, outre les rations de blé et de vin (abondantes) dues aux ouvriers (des maçons de la Marche), la réouverture de cannonières (maintenant bouchées mais toujours discernables) et l'aménagement rectangulaire des pièces intérieures de la tour Nord-Est dont les boiseries datent toujours de cette époque.

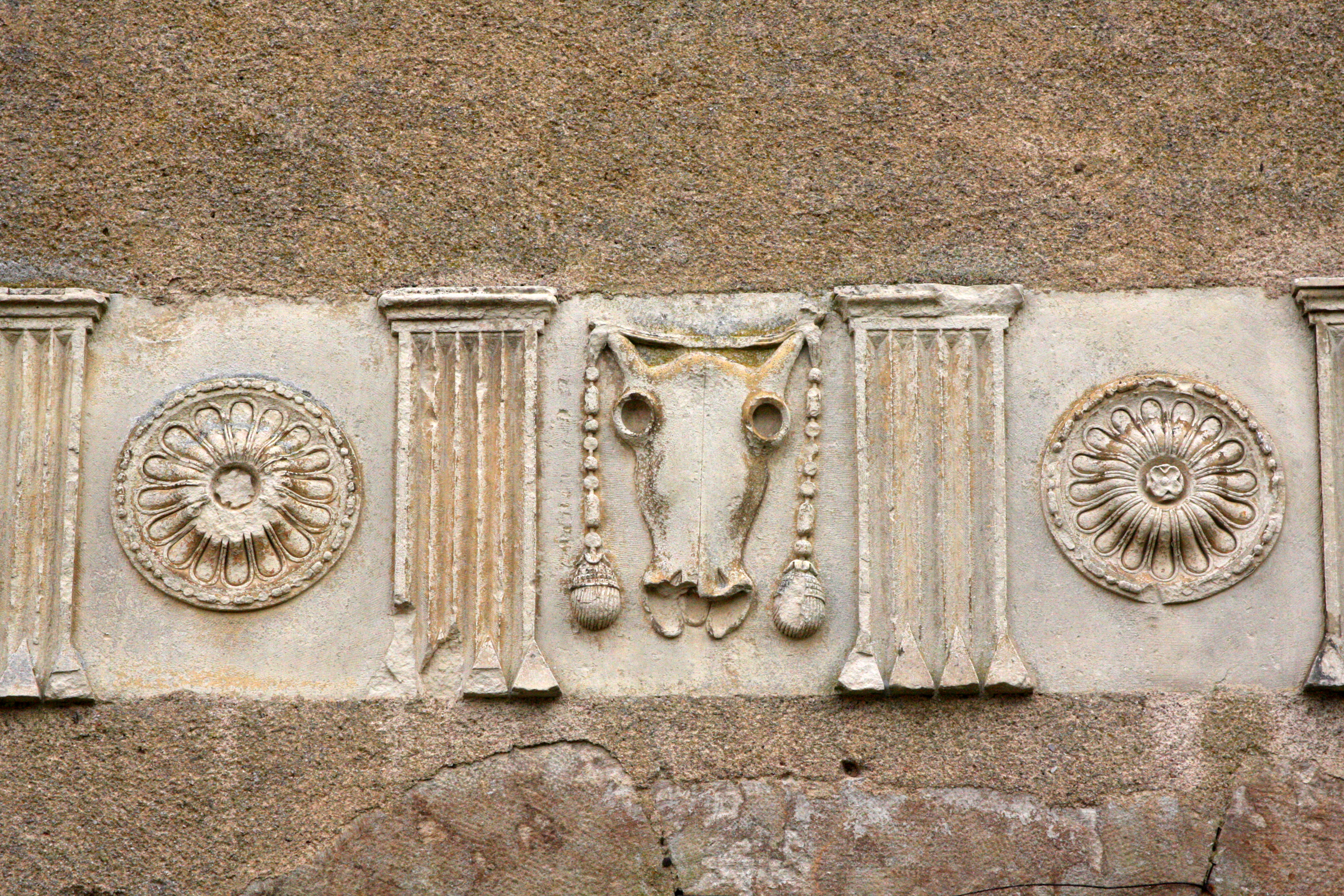
Façade Nord de l'aile Ouest, détail d'une frise à bucrane.

De cette période date sans doute aussi la frise dorique à bucrane encastrée dans le mur extérieur Nord de l'aile Ouest ; cette frise Renaissance, prise à tort au XIXe siècle pour un reste gallo-romain d'autel taurobolique, trouve son pendant presque exact dans un linteau de cheminée du château de Beynac en Dordogne dans la salle de réunion des États du Périgord.
Villemolin reste alors malgré tout une maison-forte au confort assez sommaire. L'inventaire très détaillé dressé le 23 mai 1730 au décès de Gabriel-François de Certaines, seigneur de Villemolin, nous apprend qu'il n'existait au rez-de-chaussée de l'aile Est que cinq pièces : deux chambres, une salle, un sallon (sic), une chambre dans la tour, plus une cuisine et une boulangerie. À l'étage on ne relève que trois chambres et un grenier.

### Agrandissement auXVIIIesiècle

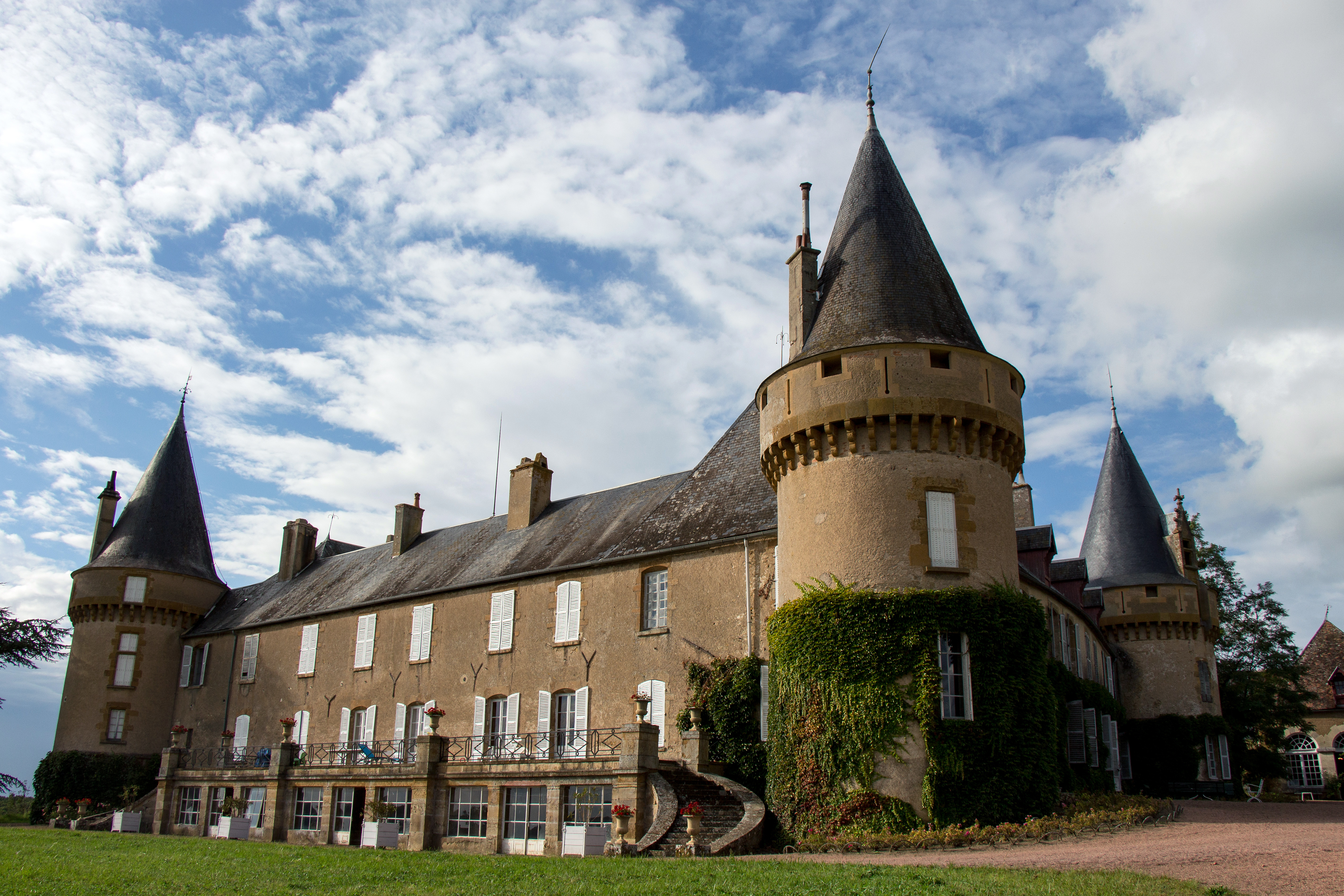
Aile et terrasse XVIIIe au sud.

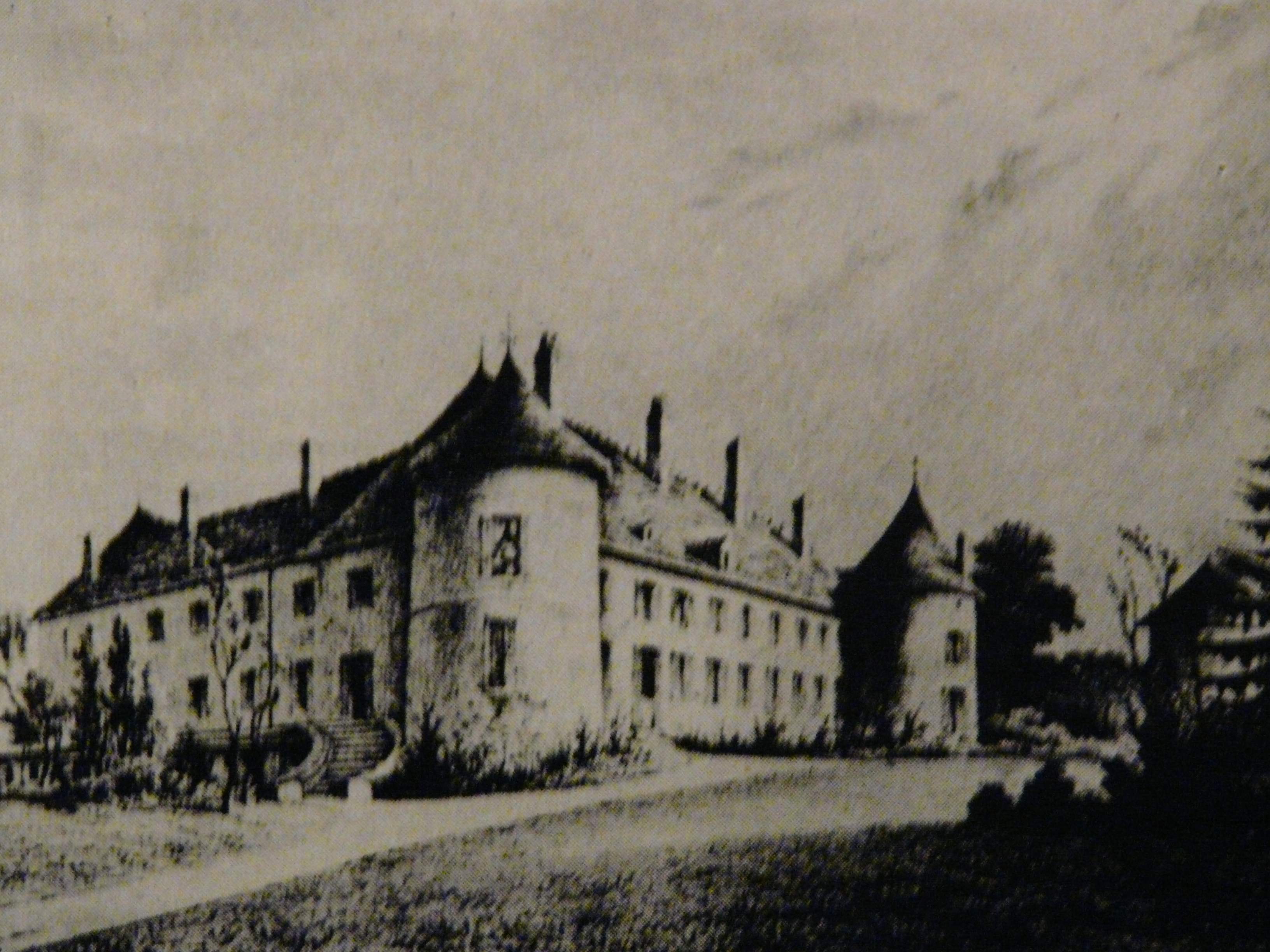
Villemolin avant les restaurations du XIXe, 1837.

Le château est agrandi au XVIIIe siècle par Pierre-Jean de Certaines (1730-1800), qui donne  à Villemolin sa forme actuelle avec l'ajout de l'aile Sud, flanquée d'une importante terrasse, reliant les deux corps de bâtiment préexistants. La décoration des divers salons de l'aile Est (parquets, boiseries Louis XVI, trumeaux...) date de cette même campagne de restauration. 
Pierre-Jean de Certaines fait aussi créer l'escalier d'honneur, à la charnière des ailes Sud et Est, dont la rampe forgée et richement ornée porte en sa balustrade les armes des familles de Certaines et de Cotignon, surmontées d'une couronne comtale et de la date 1781.
L'inventaire dressé lors de la pose de scellés le 24 pluviôse an II (février 1794) fait désormais état de neuf chambres au premier étage (ces chambres seront pour la plupart redécoupées au XIXe siècle, et Villemolin compte à l'heure actuelle plus de vingt chambres, sans compter une dizaine de chambres dans les combles initialement destinées aux domestiques).
Pierre-Jean de Certaines reste dans le Nivernais durant la Révolution française. Il est néanmoins arrêté avec ses filles à la suite de l'émigration de son fils Pierre-Constant dit « le marquis de Certaines » (titre pris par Pierre-Constant de Certaines  (1761-1831) à l'occasion de l'admission de son épouse née de Walsh, aux Honneurs de la Cour en août 1788,). Il échappe à la guillotine grâce aux appréciations des chefs de district révolutionnaires des alentours qui viendront à plusieurs reprises à sa défense : « Il jouit de la réputation d'un homme bon et probe ». Il est libéré en janvier 1795 et les scellés sur Villemolin sont levés. Une décision du Directoire du département, en date du 15 vendémiaire an IV, maintient la terre dans la famille de Certaines.
Villemolin échappe ainsi à la vente comme bien national, contrairement au château de Certaines voisin (propriété de Pierre-Constant de Certaines), démoli au début du XXe siècle et dont une monumentale cheminée en pierre du XVe siècle sera rachetée et intégrée en souvenir du berceau familial dans le vestibule principal de Villemolin.

### Modifications auXIXesiècle
Une dernière phase de restaurations successives a lieu au XIXe siècle :

#### La chapelle

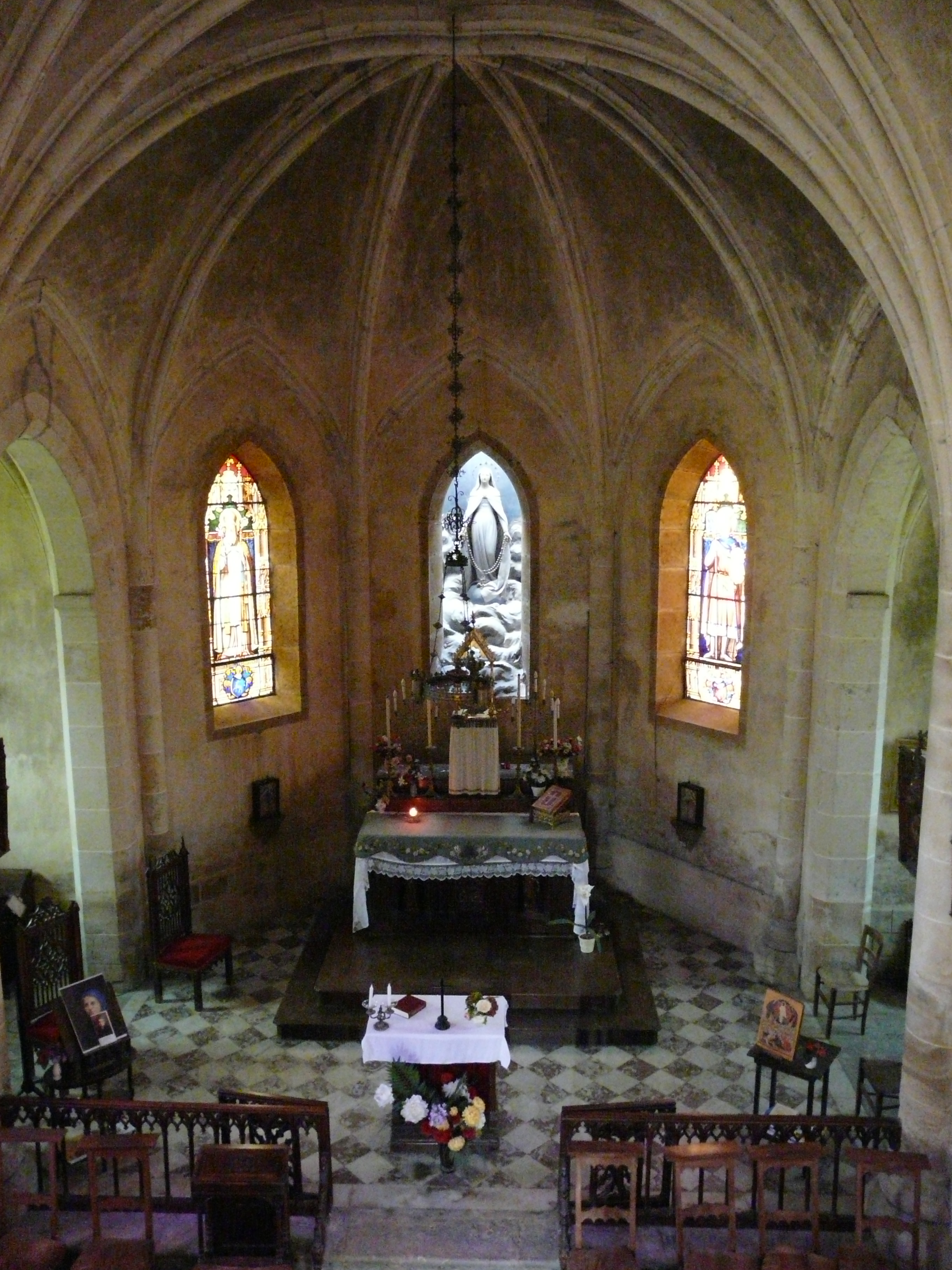
Chapelle, chœur.

Edmond de Certaines (1801-1873) fait en premier lieu construire en 1839, sur plans et dessins des architectes parisiens Châtelain et Lavenant, une nouvelle chapelle (un inventaire de 1797 ne mentionne en effet qu'un « cabinet servant de chapelle » où ne se trouvent « qu'un hautelle (sic) de pierre revêtu de bois et un prie-Dieu »). Cette chapelle, de nouveau remaniée en 1875 par l'architecte Paul Baudouin, est de style néo-gothique.

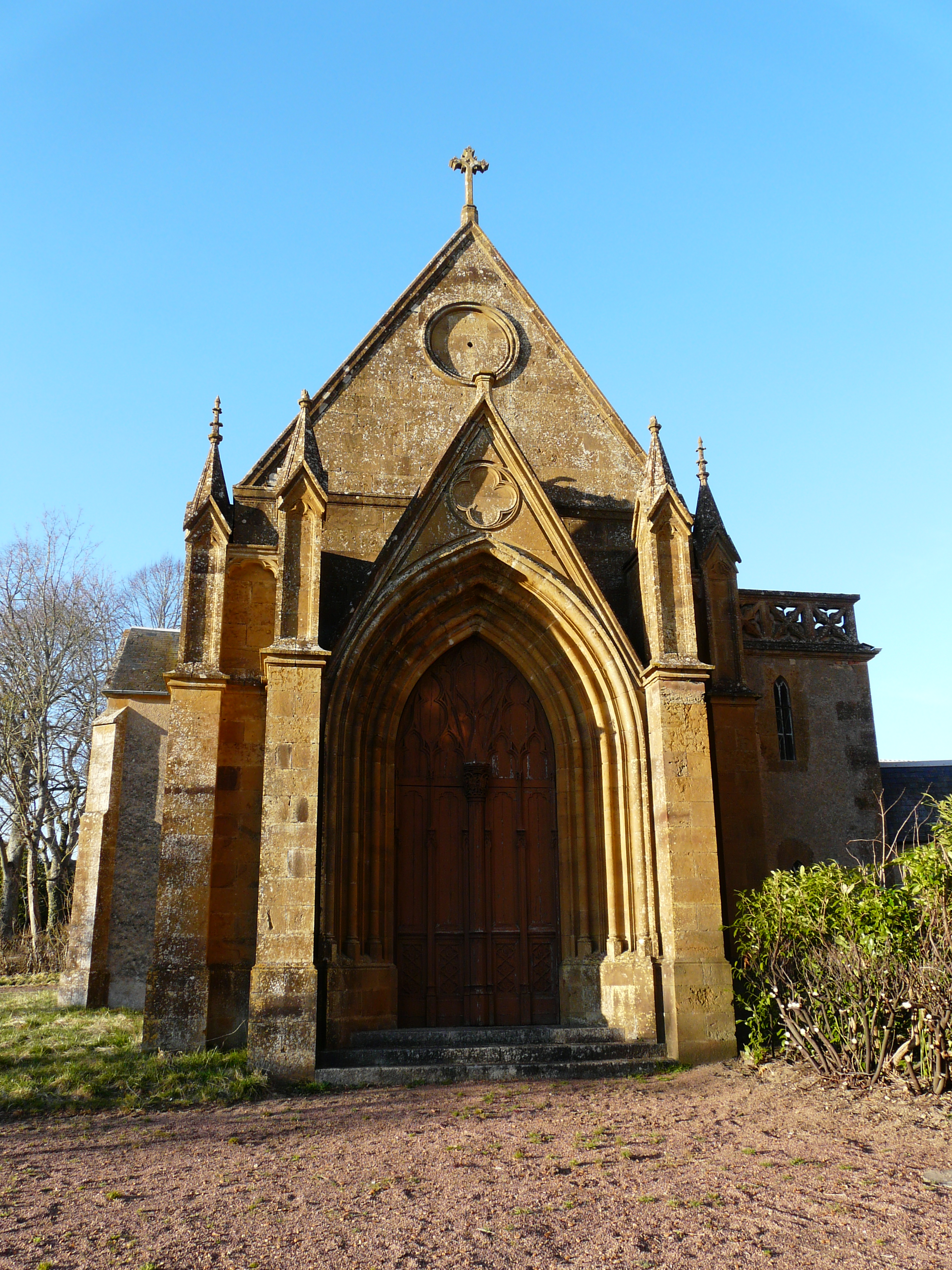
Chapelle, portail.

La chapelle abrite une pietà peinte sur panneau de bois, classée en 1970 en tant qu'objet au titre des Monuments Historiques. La frise qui en fait le pourtour porte en sa partie inférieure la date de 1619. Cette peinture, parfois associée à l'Ecole Flamande, a été confiée par les chartreux de la chartreuse Sainte-Marie du Val Saint Georges à Pierre-Jean de Certaines lors de leur départ durant la période révolutionnaire (une pietà similaire, classée en 1979 au titre du XVIe siècle, est conservée au trésor de la cathédrale d'Arras) .

Les vitraux de la chapelle ont été réalisés par Lobin de Tours (Lucien-Léopold), auteur entre autres des vitraux de la cathédrale de La Rochelle, des églises Sainte-Elisabeth de Hongrie à Paris ou Notre-Dame à Marmande, et d'édifices civils tels que le phare de Cordouan. 

#### Le château
Edmond de Certaines effectue aussi quelques modifications de décoration intérieure avec en particulier la pose des boiseries en chêne richement sculpté de la salle à manger principale et de la bibliothèque, et un recours aux portraitistes renommés Charles Gomien et Jean-Baptiste Poncet.

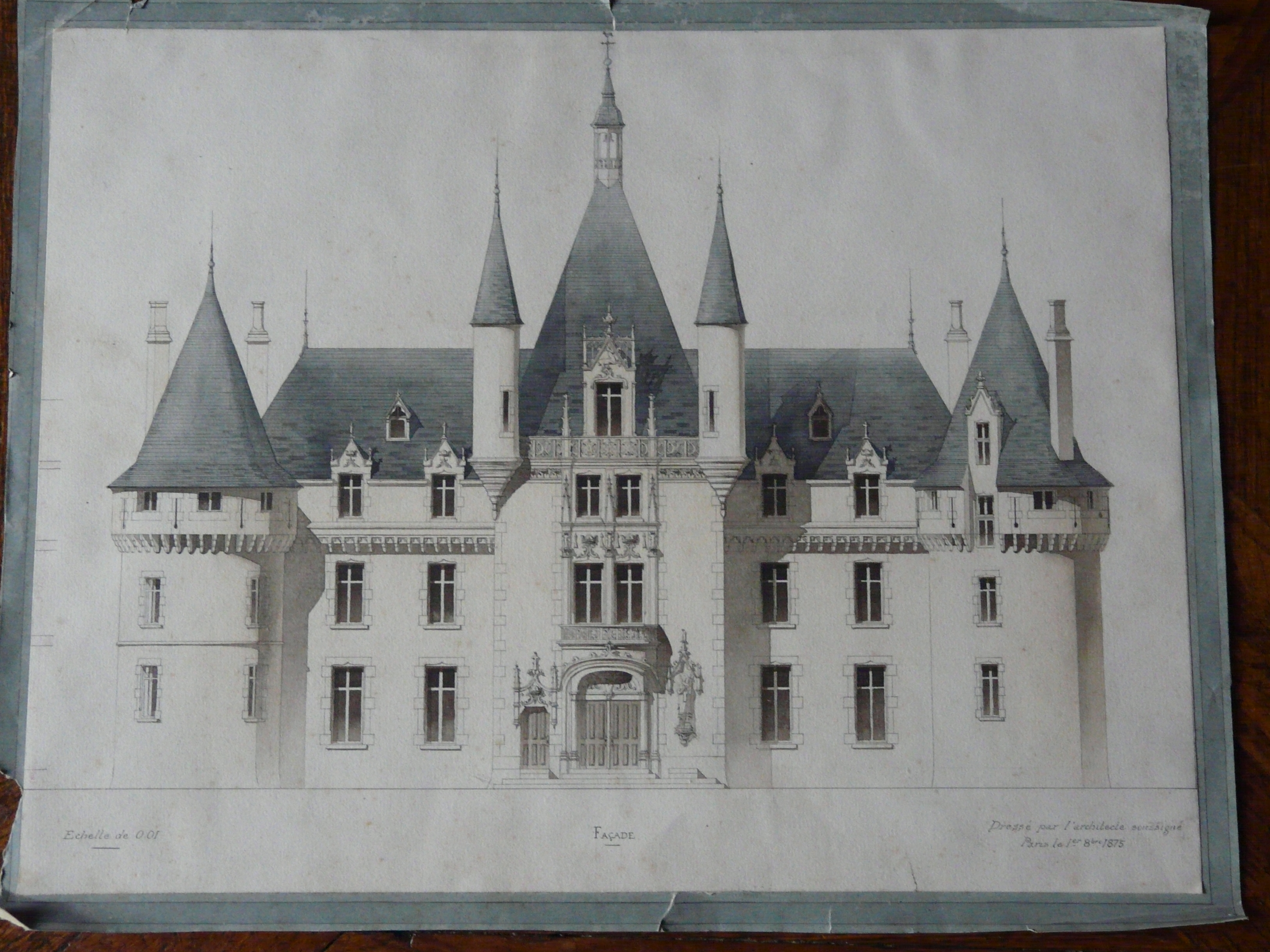
Projet de restauration - architectes Lavenant et Gillet, 1875.

Mais c'est son fils Joseph de Certaines (1830-1889), qui apporte à Villemolin le principal lot de restaurations du XIXe siècle avec la modification d'une partie de l'aile Ouest dans un style néo-médiéval dit « Troubadour », l'ajout d'une troisième tour au sud-ouest, une petite extension de l'aile Est, l'ajout de mâchicoulis au sommet des tours, un exhaussement des combles, un remplacement des tuiles par des ardoises, et la re-décoration néo-Renaissance du vestibule principal (motifs des poutres commémorant le mariage Certaines-Bascoing de 1538 et pose d'un carrelage de la Maison Boulenger à Auneuil proche de ceux du château de Langeais).
Ces restaurations du XIXe siècle ont cependant peu profondément modifié la structure générale héritée des XVIIe siècle et XVIIIe siècle, contrairement à ce que prévoyait un projet d'architecte dont les croquis réalisés de 1875 à 1881 proposaient initialement une refonte complète de la structure intérieure des pièces (création de salles de garde, cheminées monumentales, escaliers extérieurs ajourés...), l'ajout d'un étage complet sur toute la façade Est (sur mâchicoulis), et l'adjonction d'un important beffroi de style Renaissance .
La finalisation de ce projet, dû aux architectes Alphonse Lavenant et Victor Gillet et visible dans la bibliothèque du rez-de-chaussée Est, a finalement été abandonnée.

#### Le parc et les communs[5]

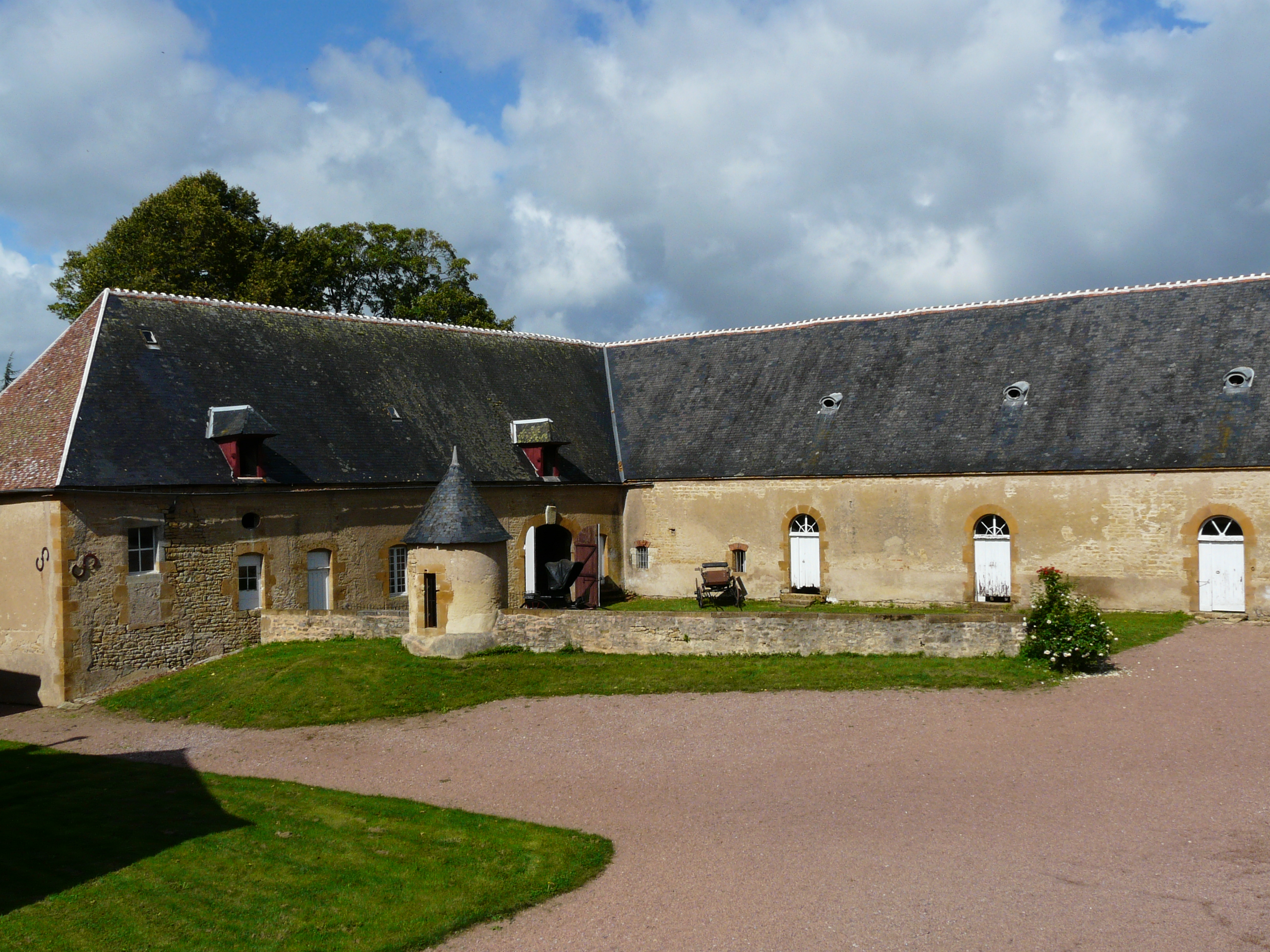
Détail des communs.

Un parc à l'anglaise est redessiné dès 1838 selon les plans de Châtelain.
Les travaux de restauration incluent l'ajout de nouveaux communs :
- le remplacement par l'actuelle orangerie d'une vieille tour située à proximité du château et encore visible sur les dessins et gravures jusqu'en 1875,
- le réaménagement des écuries pour accueillir un équipage de vénerie, et la création de chenils,
- la création d'une glacière à l'entrée du bois, et près d'elle d'un "chalet" miniature appelé Tannenbourg,
- l'extension des granges de la ferme,
- et la création de bâtiments d'habitation pour régisseur et gardien, sur plans des architectes Châtelain et Lavenant.

## Propriétaires successifs
Depuis le début du XVe siècle, le château a toujours été transmis par héritage  dans les familles de la Corcelle (premiers seigneurs connus), de Pesme, de Champignolle (dès 1460), de Bascoing (début du XVIe siècle), et enfin depuis 1538 dans la famille de Certaines qui reste à la fin du XVIe siècle seule propriétaire de Villemolin.
- Au  début du XVe siècle, le fief appartient à la famille de la Corcelle. Guillaume de la Courcelle rend aveu pour Villemolin le 20 juillet 1443[7]. Les hoirs de Guillaume font de même le 17 novembre 1459[7] pour les deux tiers de la Motte de Villemolin, l'autre tiers étant déclaré par Guiot de Pesme, clerc, fils de Guillaume de Pesme[5].
  - En 1504 un Léonard Archambault de la Corcelle est cité comme seigneur de Villemolin[3] et en 1524, Edme de la Courcelle, mari d'Anne de Torcy, paraît dans une transaction en qualité de seigneur de Villemolin en partie[27] ; sa part revint à ses cousins Champignolle).Barbe de Bascoing.

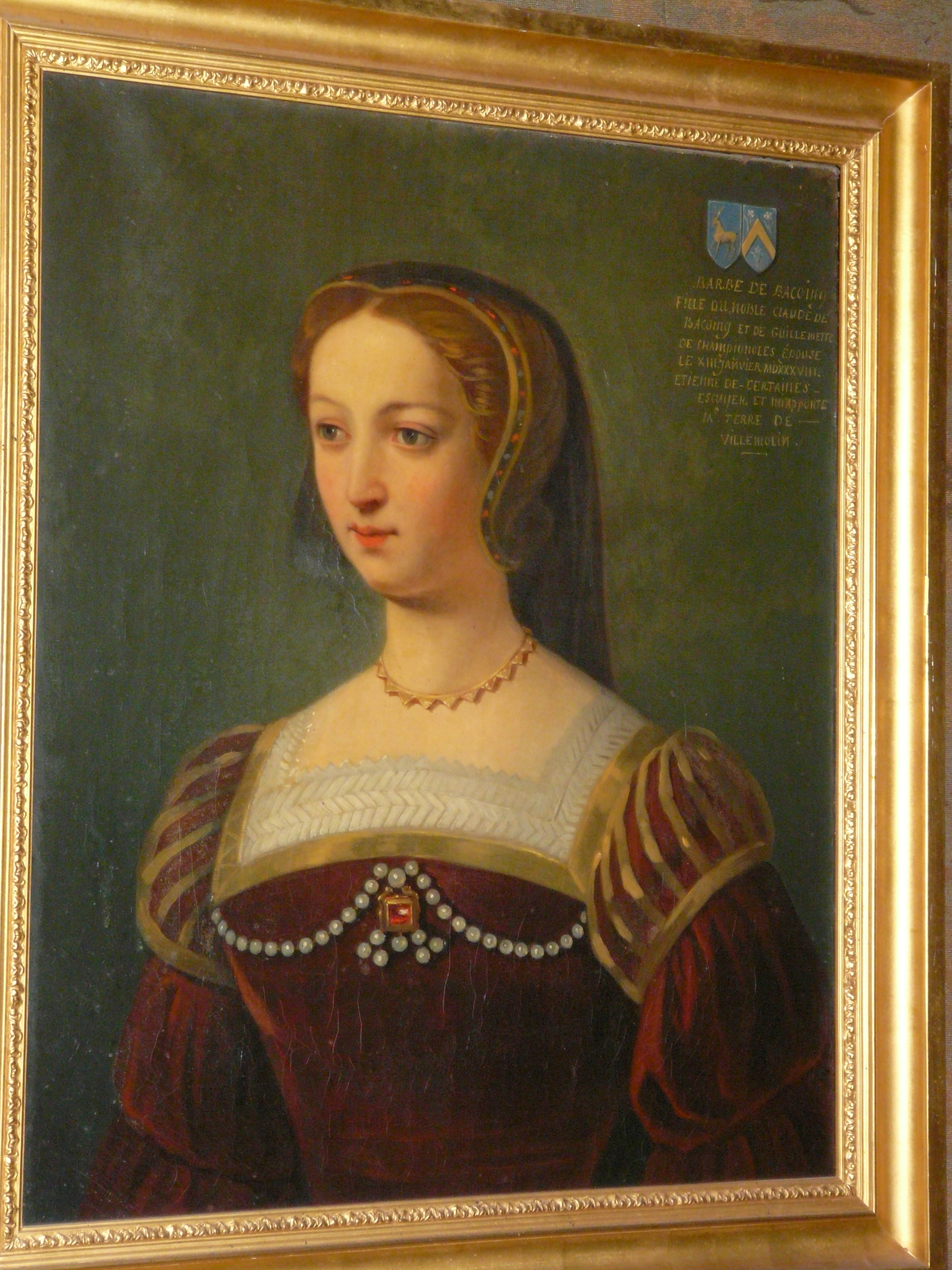
Barbe de Bascoing.

  - Marguerite de la Courcelle porte elle aussi partie de Villemolin, par mariage en 1460, à Guillaume de Champignolle[2]

Le fief est par la suite une nouvelle fois partagé entre les enfants de Marguerite de la Courcelle : 
- Philippe de Champignolle, mari de Barbe de Hochberg, d'où un fils :

- Hubert, seigneur en partie de Villemolin qui décédera sans postérité en 1570 et dont la part restante reviendra à ses cousins.

- Sa sœur Guillemette de Champignolle, qui épouse Claude de Bascoing (mort avant 1538). Le ménage Bascoing-Champignolle a eu trois enfants dont :

- Jeanne, qui possède encore en 1599 une part de Villemolin qui passera aux descendants de sa sœur cadette,
- Barbe, dernière cohéritière de Villemolin. Barbe de Bascoing transmet par mariage en 1538 sa part de Villemolin à son époux, Étienne de Certaines, écuyer, seigneur de Martigny (actuelle commune de Cercy-la-Tour).

Le 15 janvier 1578 est dressé procès-verbal des offres de foi et hommage à la princesse douairière de Condé (née Françoise d’Orléans-Longueville), dame de Château-Chinon et de Lormes, pour la moitié de la seigneurie de Villemolin advenue à ladite Barbe  par le décès de noble Hubert de Champignolle ; aucune suite n’est donnée et les officiers de Lormes procèdent au nom de cette princesse à la saisie de Villemolin.
Étienne de Certaines obtient le 1er juin 1578 des lettres du Roi pour être réintégré dans cette moitié de Villemolin dont il avait été dépouillé et le 15 mai 1582 la princesse de Condé prononce la mainlevée de cette saisie.

Le 27 décembre 1584, Guillaume de Certaines lui rend hommage au nom de ses parents Étienne et Barbe. Une sentence civile du Parlement de Paris confirme cette dévolution en 1587.

Cependant le fils de Guillaume, Aloph de Certaines (l'auteur des restaurations du début du XVIIe siècle), devra après ces multiples indivisions (des La Corcelle sont encore propriétaires de terres autour de Villemolin après 1600) demander des lettres de commission en 1618 pour faire refaire entièrement son terrier et ce n'est qu'en 1626 qu'un décret le confirme comme seigneur en totalité de la terre de Villemolin.
Depuis Étienne de Certaines, Villemolin  est resté la propriété de la famille de Certaines.

## Protection et ouverture à la visite
Le château de Villemolin est inscrit à l'Inventaire des Monuments historiques depuis des arrêtés de 1978 (chapelle) et 2002 (l'ensemble du site, du château et des communs).
Demeure historique privée et habitée, le château est ouvert à la visite depuis 1976 et est accessible aux visiteurs sauf le samedi en juillet et en août (ou hors saison sur rendez-vous). La visite intérieure guidée permet l'accès à des salons, bibliothèque, vestibules, salle à manger, cuisines et chapelle, et la visite extérieure offre pour la part accès à certains communs (dont les écuries, sellerie, orangerie, et glacière), témoins variés de l'évolution des goûts et des modes de vie du XIVe au XIXe siècle. L'orangerie est ouverte à la location pour des manifestations et réceptions.

## Au cinéma
En 2002, le château ainsi que son cadre ont servi de décors aux films Le Mystère de la chambre jaune et Le Parfum de la dame en noir de Bruno Podalydès.

## Galerie

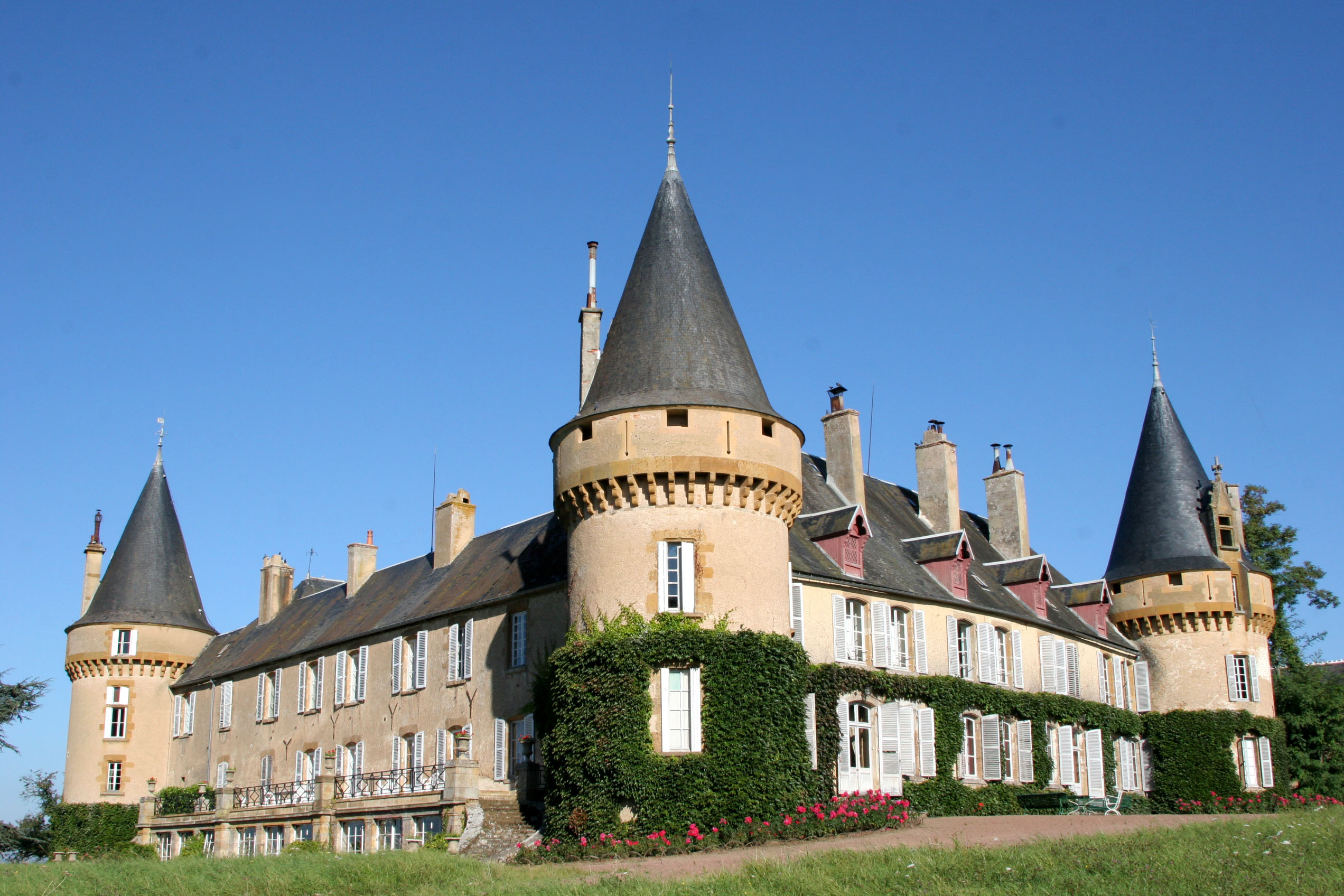
Ailes Sud et Est.
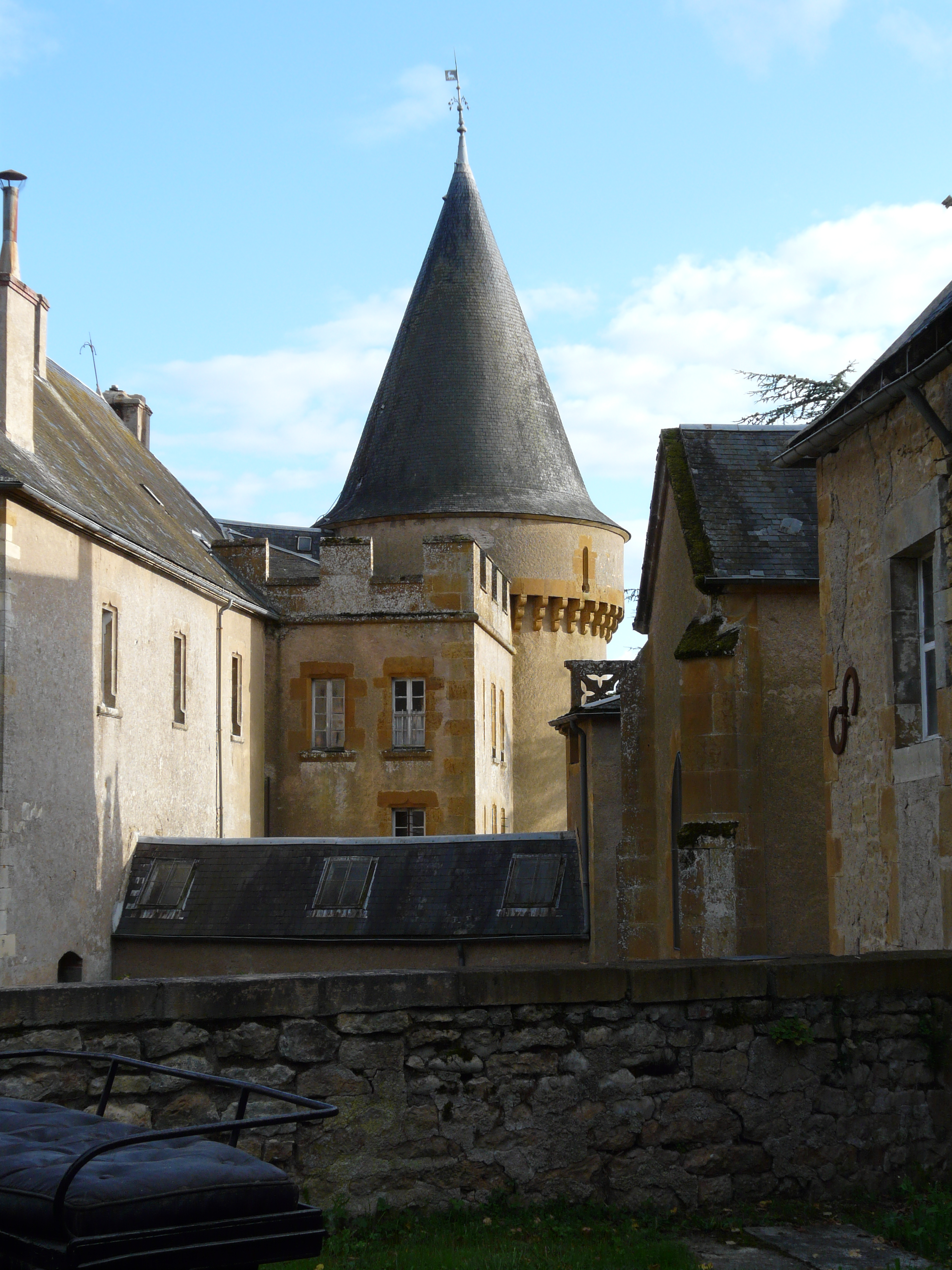
Aile Ouest avec adjonctions XIXe.
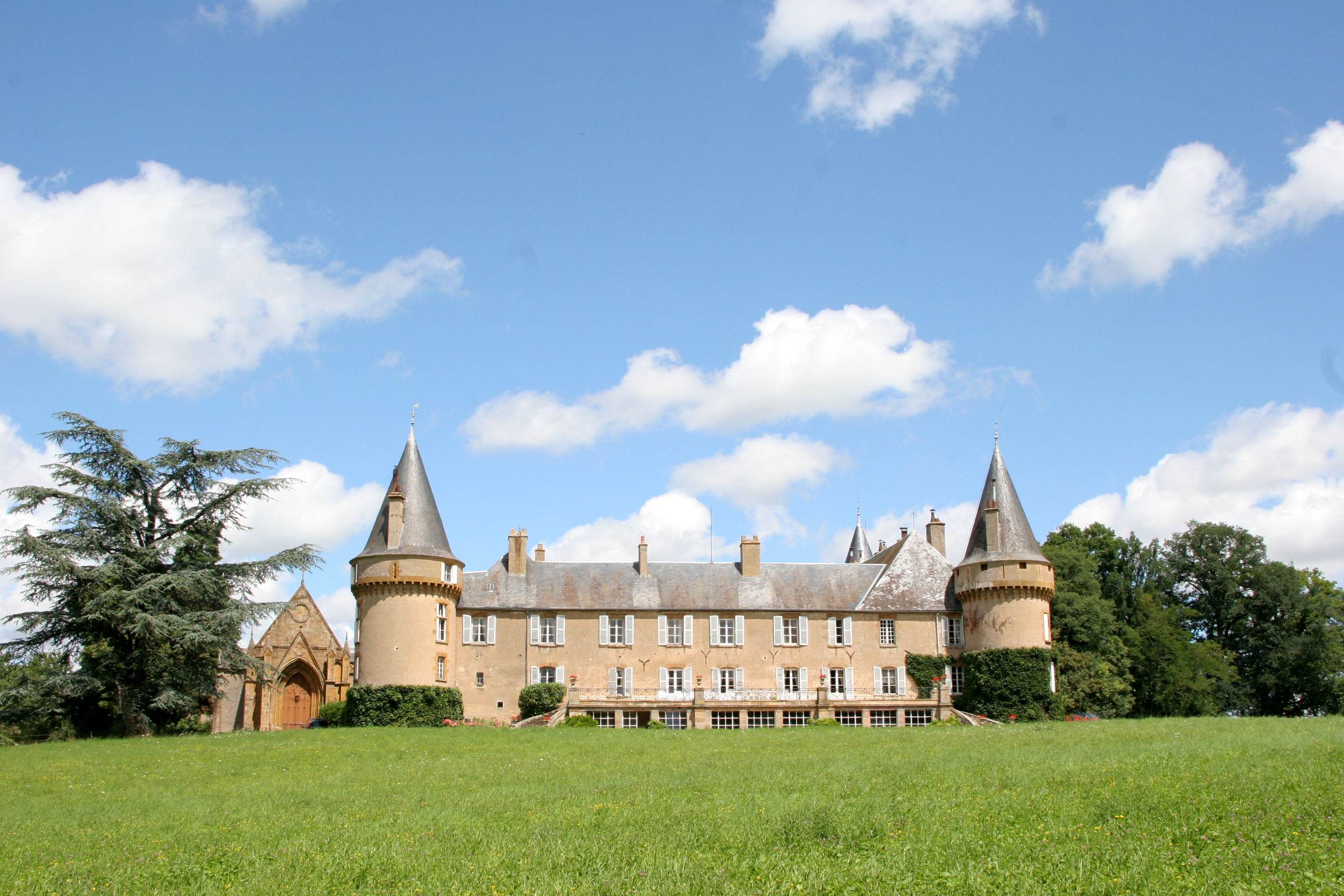
Aile et terrasse Sud, chapelle.
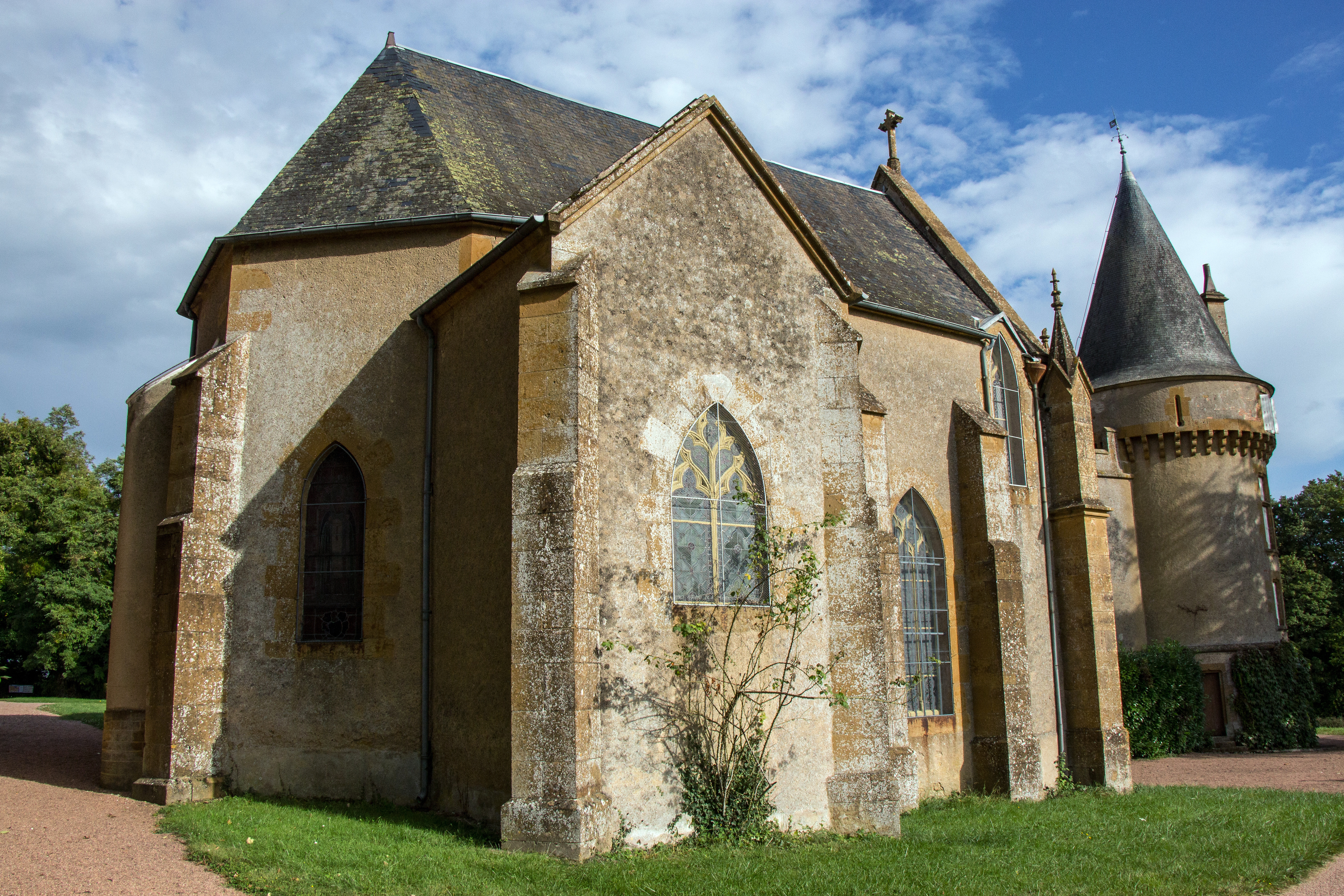
Chapelle, façade Ouest.
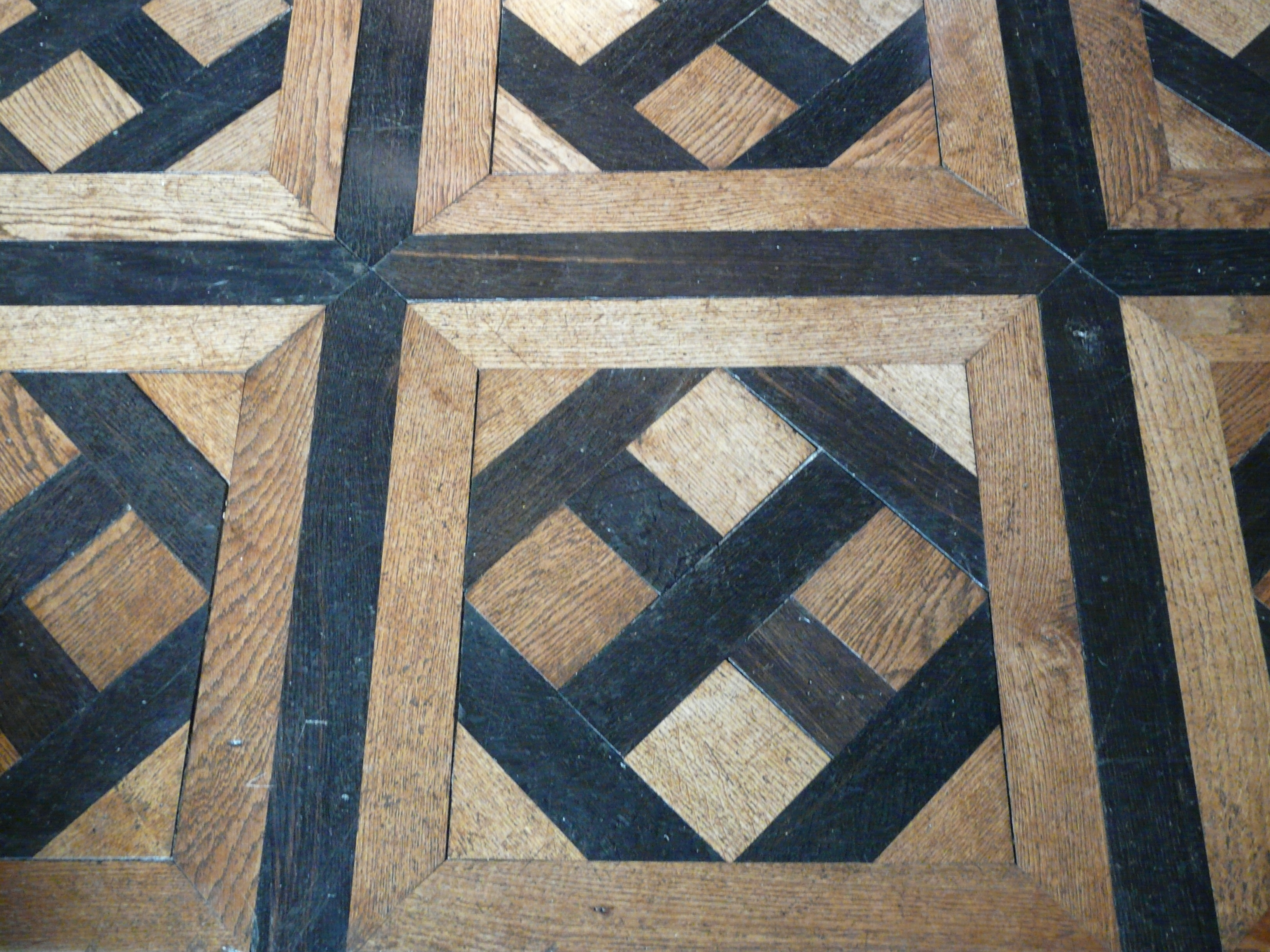
Détail de parquet du salon rouge.
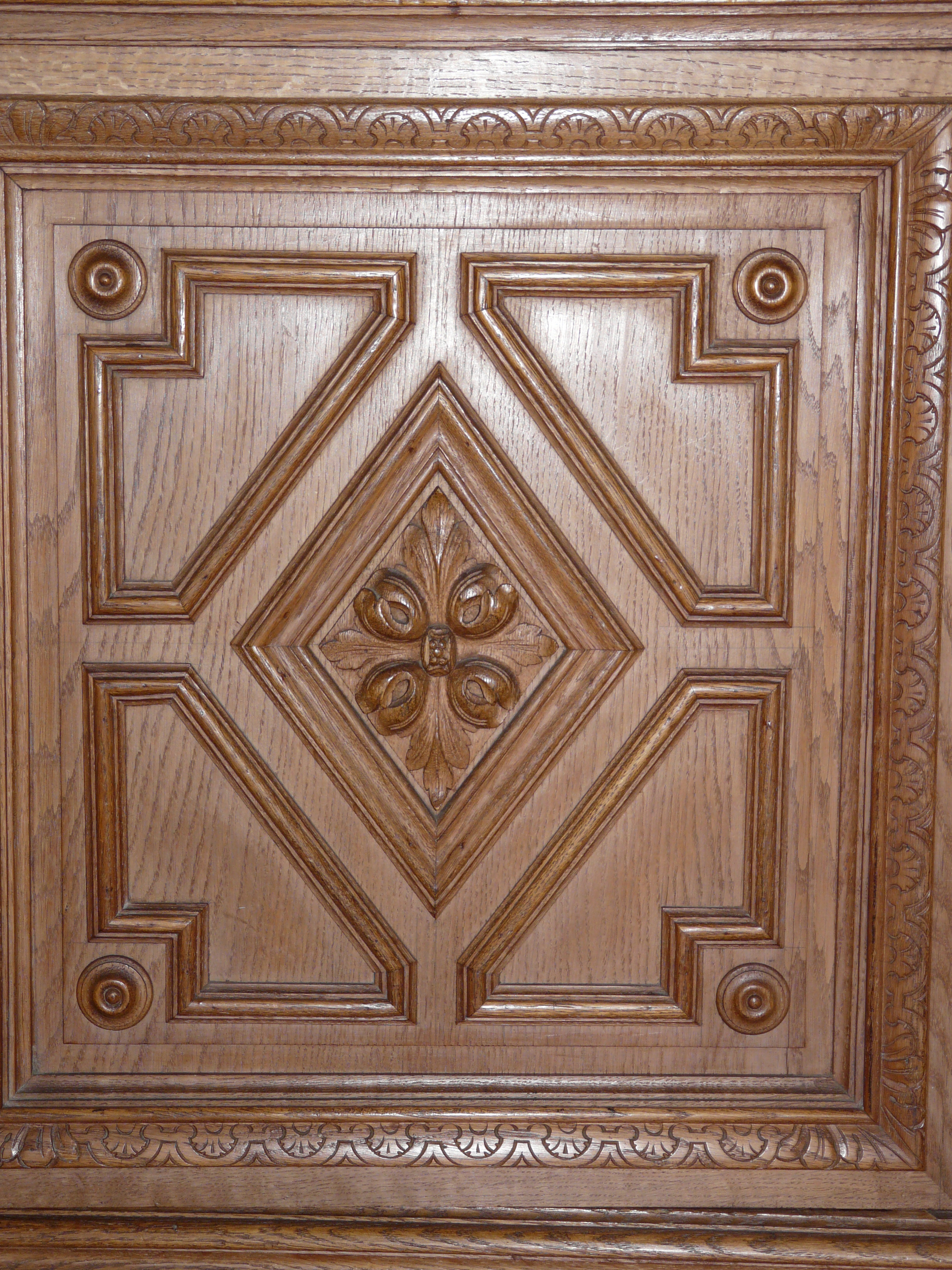
Détail de la bibliothèque.
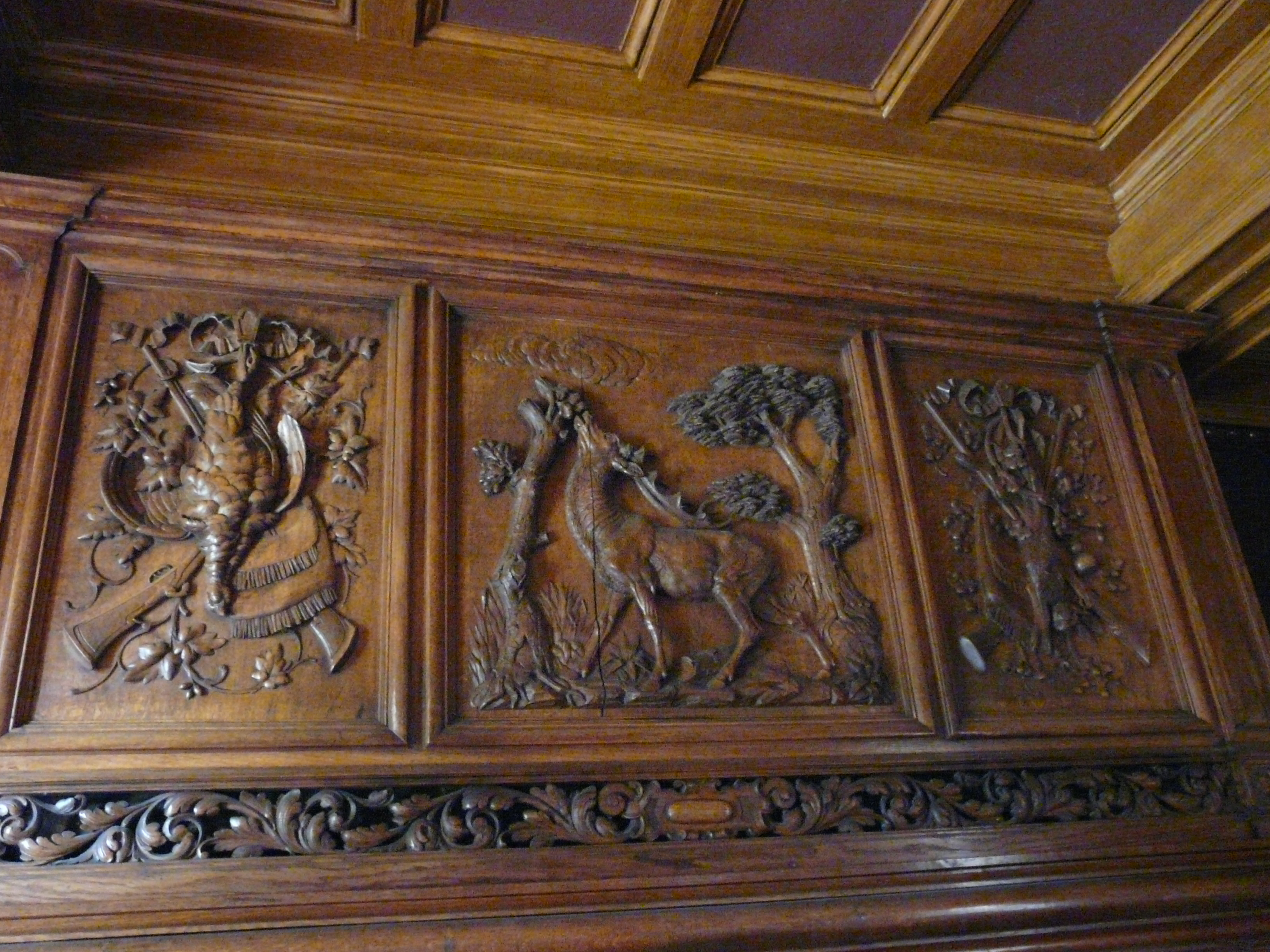
Boiseries de la salle à manger Sud.
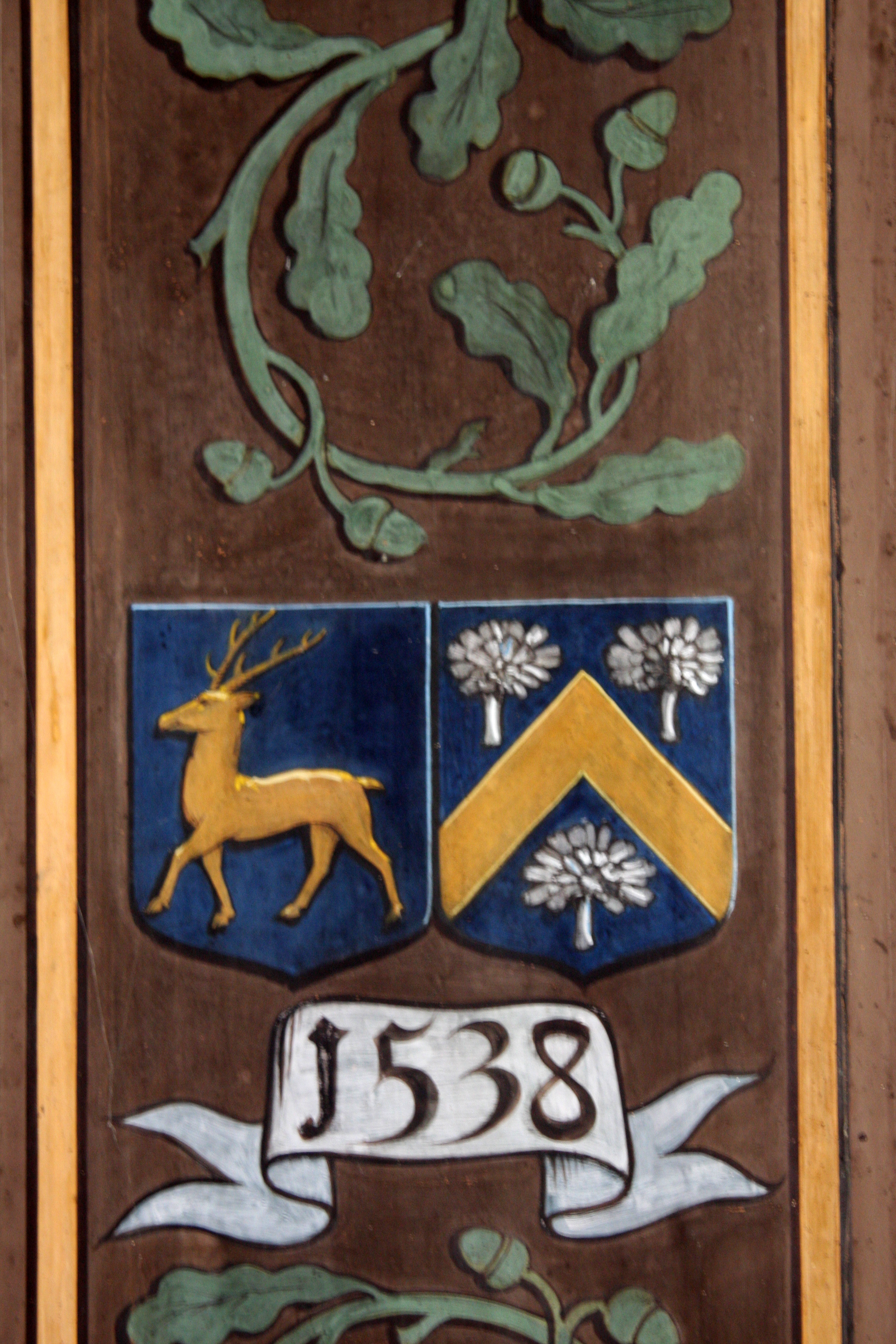
Poutres du vestibule Est.
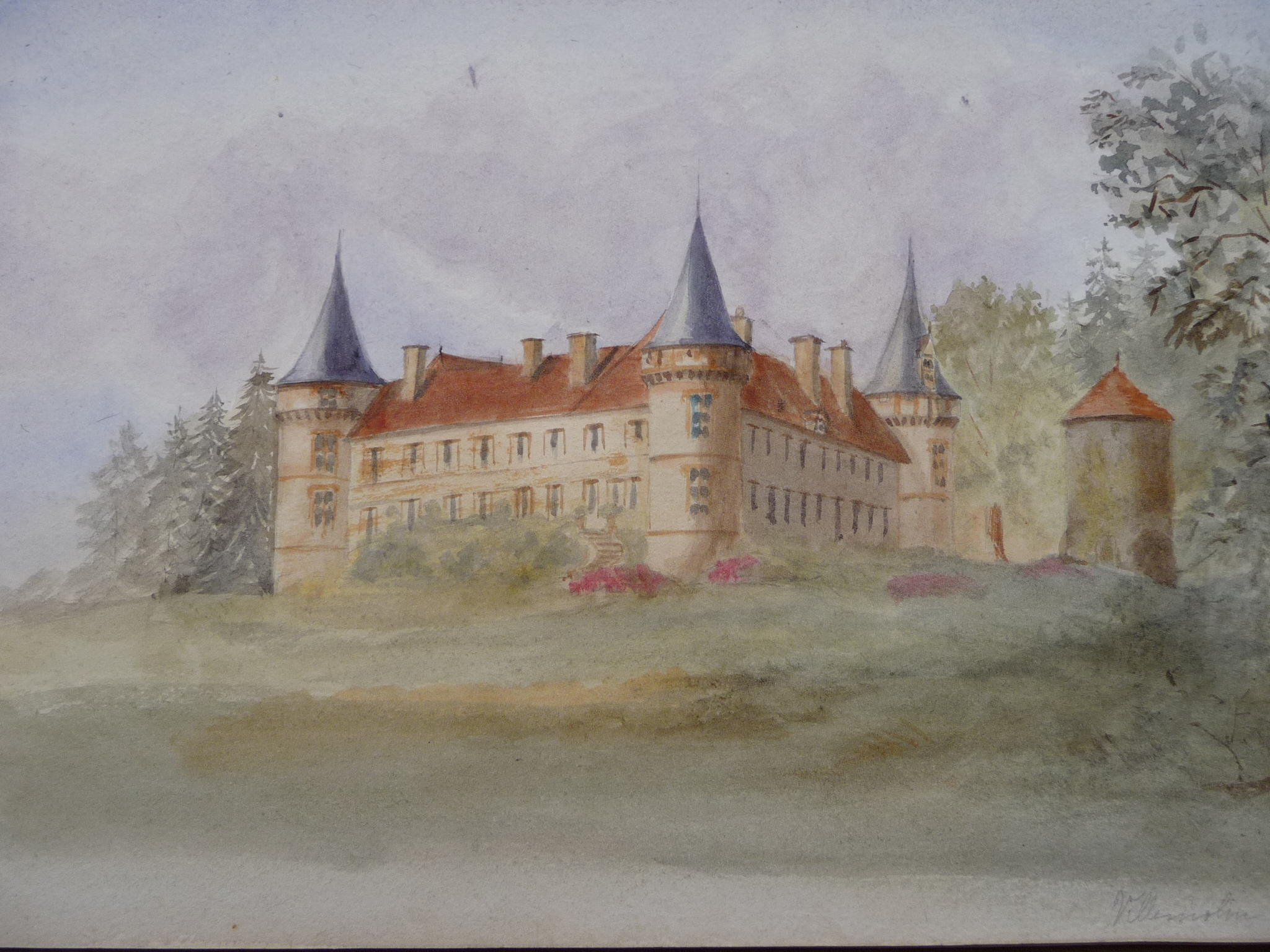
Villemolin au milieu des restaurations XIXe.
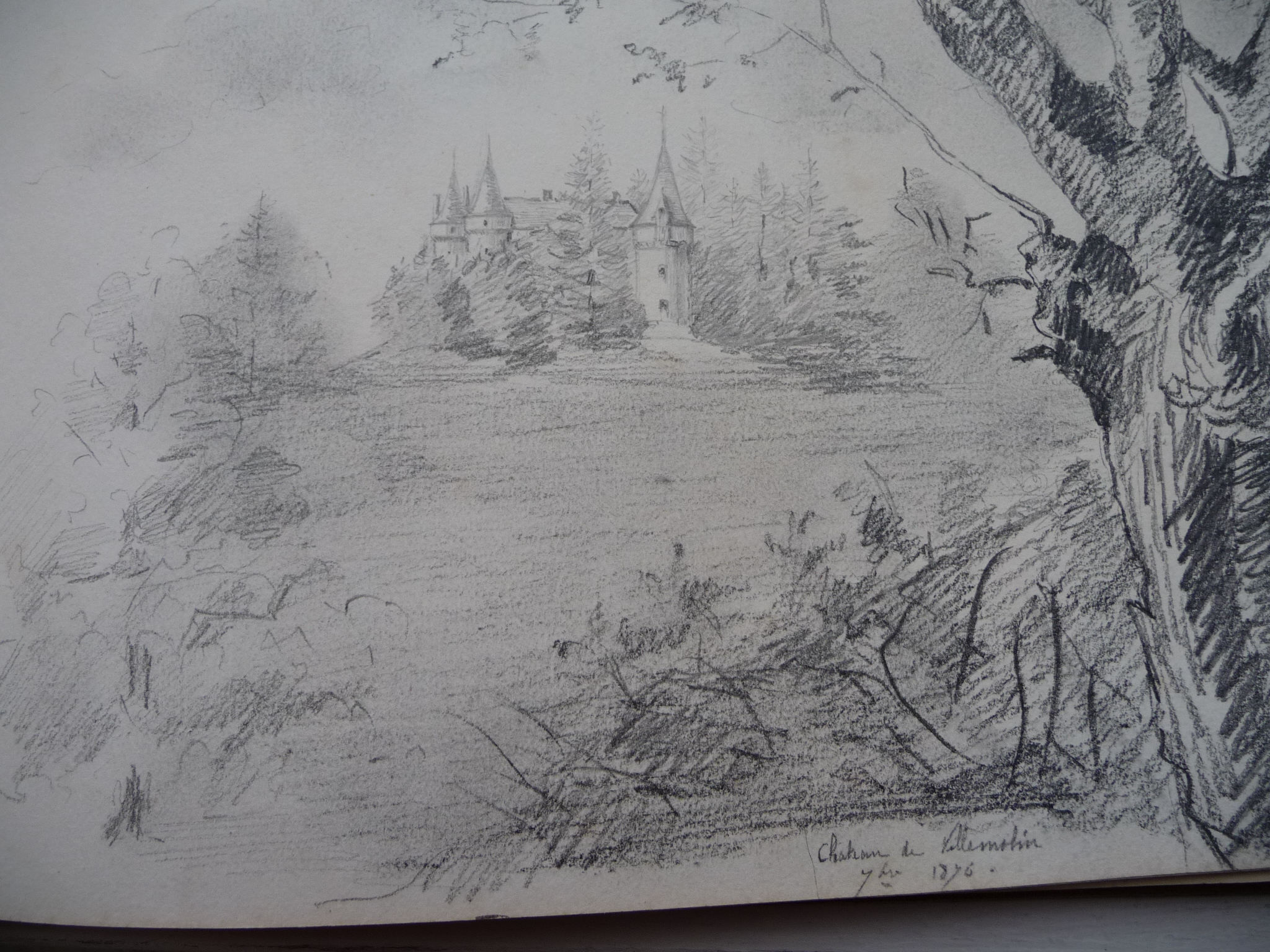
Villemolin, dessin de 1876.
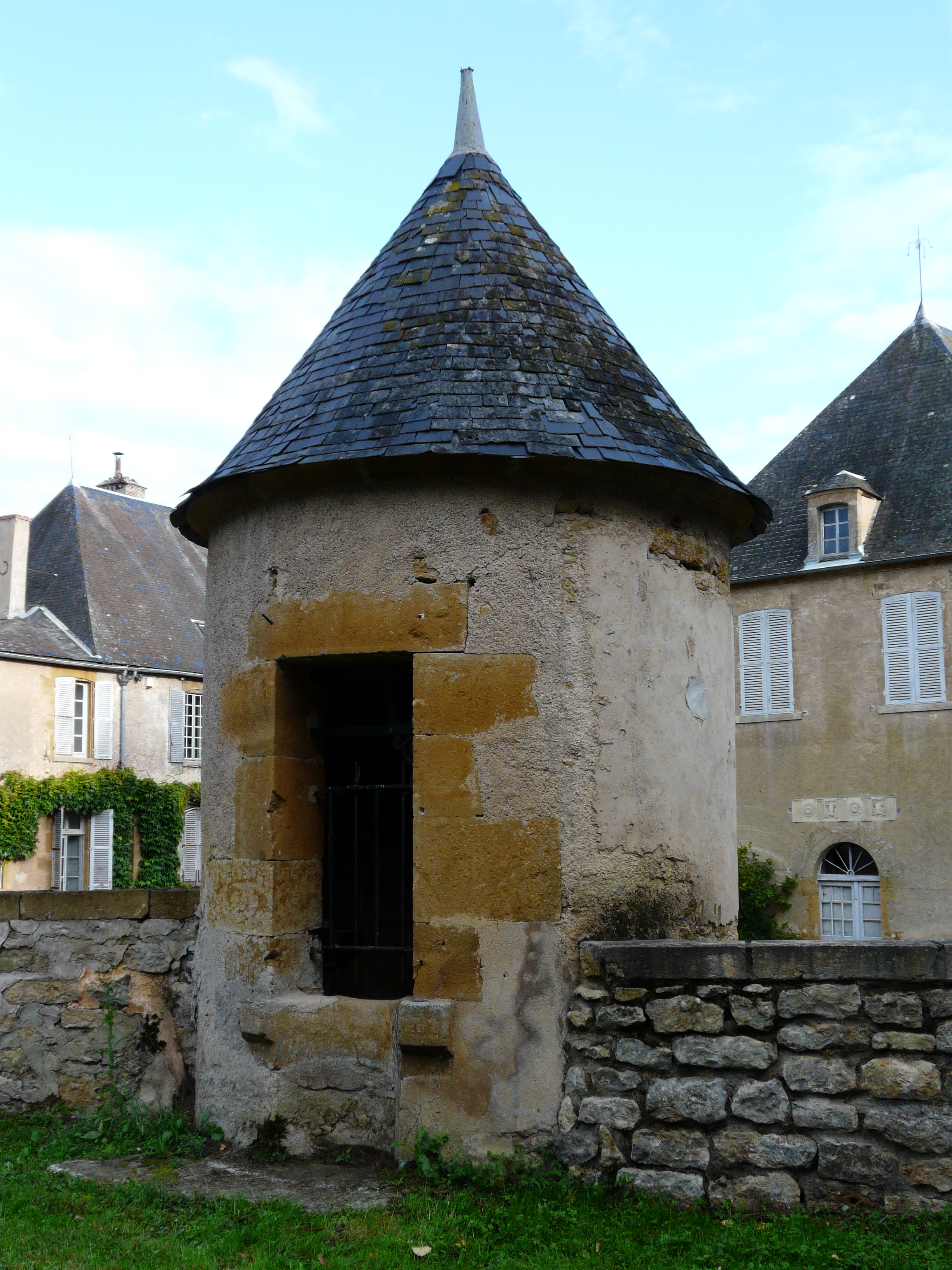
Puits et vue sur la cour intérieure.
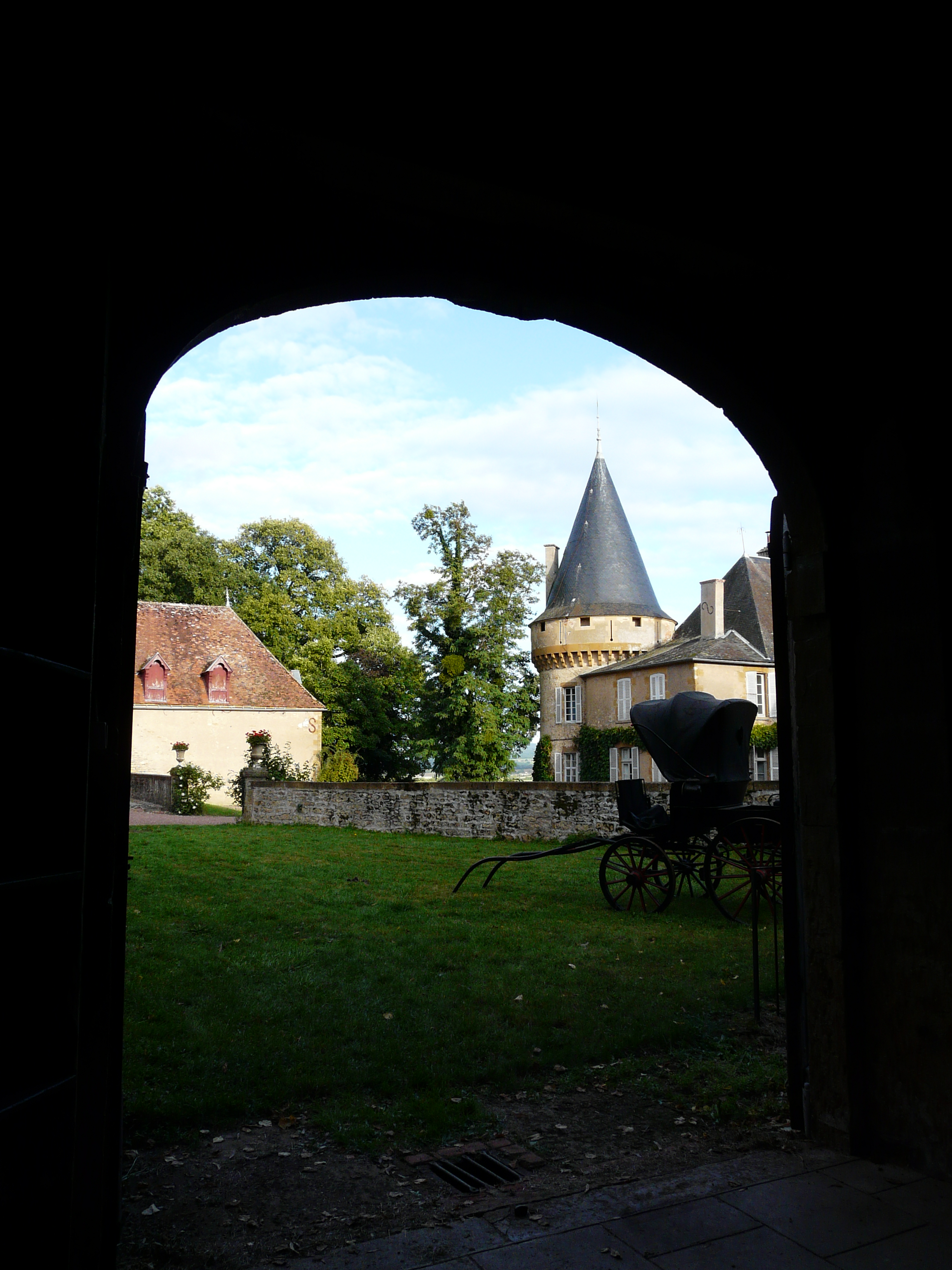
Vue sur la cour intérieure.
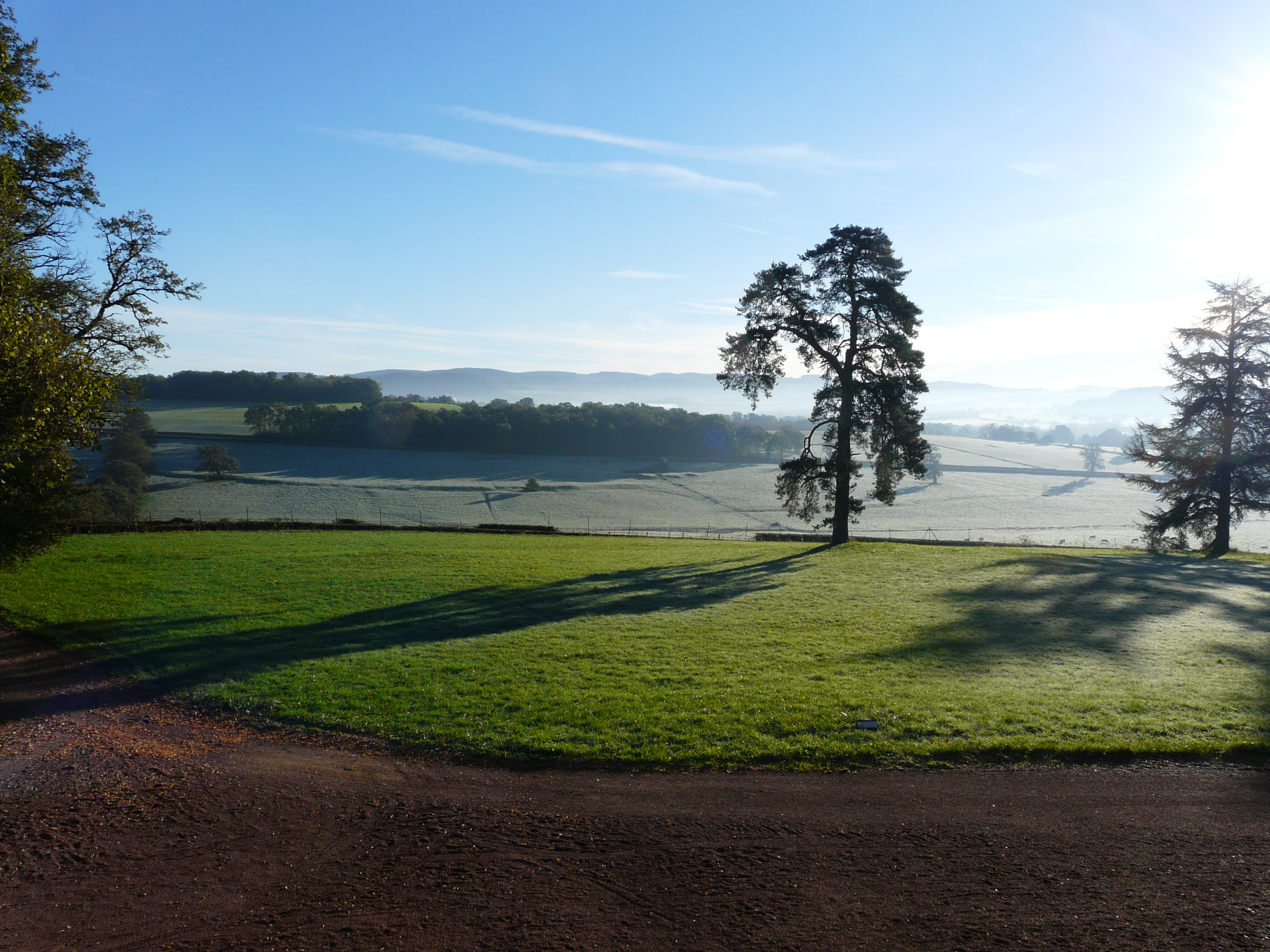
Panorama sur le Morvan.